# Trúc Nhân
Nguyễn Trúc Nhân (sinh ngày 30 tháng 11 năm 1991), thường được biết đến với nghệ danh Trúc Nhân, là một nam ca sĩ người Việt Nam. Anh được biết đến khi tham gia mùa đầu tiên của chương trình Giọng hát Việt. Trong suốt sự nghiệp của mình, anh từng ba lần giành giải Cống hiến.

## Tiểu sử
Trúc Nhân sinh ra ở Hoài Nhơn, Bình Định nhưng lớn lên ở Vũng Tàu vì phải theo gia đình vào Nam lập nghiệp. Sau khi tốt nghiệp cấp 3 tại trường THPT Trần Nguyên Hãn anh chuyển vào Thành phố Hồ Chí Minh và theo học khoa Mỹ thuật ngành Thiết kế đồ họa tại Trường Đại học Văn Lang, lúc đó anh đã chọn ca hát là nghề tay trái của mình. Trúc Nhân sau đó tham gia Giọng hát Việt mùa 1, là thí sinh trong đội Thu Minh và lọt vào Top 8 của chương trình, từ đây anh chính thức hoạt động với vai trò ca sĩ chuyên nghiệp.

## Sự nghiệp

### 2013: Khởi đầu với mini albumĐông
Sau Giọng hát Việt, Trúc Nhân ra mắt mini album Đông gồm các ca khúc được khán giả yêu thích và biết đến Trúc Nhân qua cuộc thi như: Gió mùa về (Lê Minh Sơn), Mercy và Đông (Vũ Cát Tường). Trúc Nhân nhận được sự ủng hộ của người thầy là huấn luyện viên - ca sĩ Thu Minh, nhà sản xuất âm nhạc Nguyễn Hải Phong và các nhạc sĩ khác khi thực hiện album này.
Trúc Nhân cho biết: "Theo kế hoạch ban đầu thì album có tên gọi là "N". "N" ẩn chứa hai ý nghĩa là chữ cái đầu tiên trong tên mình – Nhân và cũng thể hiện niềm mong muốn thành công trên con đường mà Nhân đã chọn thành công "n" lần. Nhưng do trục trặc trong khâu tạo hình chữ N trên mái tóc để chụp ảnh bìa album, nên ý tưởng mới lạ này đã bị loại bỏ vì Nhân không muốn đem sản phẩm kém chất lượng đến với khán giả".

### 2014: Được yêu thích vớiBốn chữ lắm
Sau khi hợp tác với ca sĩ Văn Mai Hương trong ca khúc Tìm. Trúc Nhân tiếp tục kết hợp với Trương Thảo Nhi trong ca khúc Bốn chữ lắm. Ca khúc này khá đặc biệt đối với cả Trúc Nhân và Trương Thảo Nhi vì MV ca khúc này được quay chỉ bằng một chiếc điện thoại di động. Sau khi ra mắt, ca khúc này được rất nhiều khán giả yêu thích, đạt nhiều thành tích trên các BXH âm nhạc và tại các lễ trao giải. Sau thành công của Bốn chữ lắm, Trúc Nhân tiếp tục hợp tác với nhạc sĩ Phạm Toàn Thắng ra mắt single Vẽ, ca khúc được nhạc sĩ Nguyễn Hải Phong phối lại hoàn toàn mới.

### 2015: Gây bất ngờ với ca khúcThật bất ngờ
Năm 2015, Trúc Nhân phát hành ca khúc Muốn khóc thật to (Tăng Nhật Tuệ), sau đó anh cho ra mắt ca khúc Thật bất ngờ (Mew Amazing). Thật bất ngờ là ca khúc có nội dung đả kích hậu trường showbiz Việt với những bê bối chuyện làng sao. Trúc Nhân chia sẻ: "Bài hát này tôi bị cấm hát trong rất nhiều chương trình - nhất là những show trực tiếp với lý do ngôn từ nhạy cảm. Tôi nghĩ dường như mọi người đang hiểu sai một chút. Tôi thấy đây là chủ đề hay nhưng hiếm có nhạc sĩ nào liều lĩnh viết về nó nên khi nghe bản demo tôi muốn hát nó ngay, tôi tin khán giả sẽ nhìn thấy nhiều điều thú vị của showbiz chứ không đơn giản là những màu hồng thường thấy. Khán giả có lẽ sẽ rất thích ca khúc vì nhiều yếu tố như giai điệu bắt tai, ca từ độc đáo và một chủ đề gây tò mò. Còn với các đồng nghiệp được ám chỉ, tôi nghĩ họ sẽ không trách nhạc sĩ hay người thể hiện bài hát vì đó chỉ là một cái nhìn sơ lược về mặt trái của showbiz chứ không có ý phân tích chuyện đúng - sai hay nhận xét về ai cả. Có lẽ, họ cũng sẽ thích ca khúc này".
Trúc Nhân đã viết kịch bản cho MV này với phong cách trào phúng, anh đã ra Hà Nội để thực hiện các cảnh quay ở một khu tập thể cũ. MV được Trúc Nhân thực hiện với ý tưởng mới lạ, anh vào vai một chú bé bán báo cùng bà con khu phố nói về thế giới rộng lớn ngoài kia, thế giới của một xã hội quá nhiễu loạn và nhiều điều vô lý. Ca khúc này của Trúc Nhân đã nhận được sự ủng hộ rất lớn từ khán giả.

### 2017: Giữ vững phong độ vớiNgồi hát đỡ buồn
Ngày 7 tháng 7 năm 2017, Trúc Nhân khiến khán giả thích thú khi trình làng ca khúc Ngồi hát đỡ buồn, một sáng tác của nhạc sĩ Nguyễn Hải Phong, nhạc phim Cô gái đến từ hôm qua. Đây là một ca khúc nói về nỗi lòng tương tư và si tình của anh chàng Thư Thơ Thẩn nhưng ca từ lại không hề ủy mị mà ngược lại cực kỳ thú vị và vui tai. Mang âm hưởng dân ca pha chút lãng tử kiểu cao bồi miền Tây, Trúc Nhân chinh phục khán giả ngay từ khi nốt nhạc đầu tiên cất lên. Thậm chí cách hát có phần lè nhè, tùy tiện của Trúc Nhân cũng cực kỳ phù hợp với âm sắc ca khúc. Và có lẽ, chỉ Trúc Nhân mới đảm đương nổi một ca khúc mang nhiều màu sắc tùy ý như thế này. Những ca khúc khác Trúc Nhân thể hiện trong phim như Phượng hồng, Người ta nói cũng được nhiều khán giả yêu thích.

### 2018: Tái xuất vớiNgười ta có thương mình đâu
Ngày 17 tháng 7, Trúc Nhân trở lại sau 1 năm im ắng với MV Người ta có thương mình đâu, đây là bản ballad nhẹ nhàng với ca từ buồn do 9 nhạc sĩ và producer cùng nhau hợp tác sản xuất. Nội dung bài hát xoay quanh nỗi lòng của những người trót yêu đơn phương người khác mà vì lý do nào đó chẳng thể nói ra. Phần hình ảnh trong MV cũng được xây dựng bám sát ca từ, tái hiện 3 câu chuyện tình cảm éo le, xúc động của các nhân vật. Nhưng đến cuối cùng, kết cục của cả 3 chưa hoàn hảo, để lại nhiều tiếc nuối cho người xem. Trong MV, anh xuất hiện thoáng chốc, đóng vai trò là nội tâm của các nhân vật trong các câu chuyện. Anh cũng chia sẻ: "Tôi chọn Người ta có thương mình đâu vì bài khác gu âm nhạc của mình trước giờ. Nó được sáng tác riêng cho tôi, phù hợp với màu giọng của tôi thì không có lý do gì khiến tôi ngại ngùng việc phát hành nó như bước đi đầu tiên của mình trong năm nay. Điều tôi ngại nhất trong lần quay lại này là phải vượt qua cái bóng của Trúc Nhân trước đó chứ không phải vượt qua một ai khác".

### 2019: Gây ấn tượng vớiLớn rồi còn khóc nhèvàSáng mắt chưa?
Tháng 4 năm 2019 Trúc Nhân ra mắt một ca khúc "Lớn rồi còn khóc nhè" về tình mẫu tử nhẹ nhàng nhưng rất cảm động của nhạc sĩ Nguyễn Hải Phong. Khi lớn lên cuộc sống có nhiều lo toan, quay cuồng với công việc mà ta quên quan tâm mẹ mình. Ca khúc mang một nét mới trong thị trường âm nhạc VPOP.
Tháng 8 năm 2019, Trúc Nhân ra mắt các khúc "Sáng mắt chưa?". Ca khúc về chủ đề tình yêu của cộng đồng LGBT, sáng tạo về cả ca từ lẫn hình ảnh MV.

## Danh sách đĩa nhạc

### Album phòng thu
- Album do Nguyễn Hải Phong sản xuất (2018)[11]

### Đĩa đơn/EP
| Năm  | Tên                            | Loại    | Chú thích |
| ---- | ------------------------------ | ------- | --- |
| 2013 | Đông                           | EP      | |
| 2014 | "Tìm"                          | Đĩa đơn | Cùng Văn Mai Hương                                                                                           |
| 2014 | Bốn chữ lắm                    | EP      | Cùng Trương Thảo Nhi                                                                                         |
| 2015 | "Vẽ"                           | Đĩa đơn | |
| 2015 | "Thật bất ngờ"                 | Đĩa đơn | |
| 2015 | "Muốn khóc thật to"            | Đĩa đơn | |
| 2016 | "Making Money"                 | Đĩa đơn | |
| 2016 | "Nắng cực"                     | Đĩa đơn | Cùng Trương Thảo Nhi, Phạm Toàn Thắng và Cao Bá Hưng                                                         |
| 2017 | "Ngồi hát đỡ buồn"             | Đĩa đơn | Nhạc phim Cô gái đến từ hôm qua                                                                              |
| 2017 | "Người ta nói"                 | Đĩa đơn | Nhạc phim Cô gái đến từ hôm qua                                                                              |
| 2018 | "Nhà là nơi"                   | Đĩa đơn | Hợp tác cùng nhãn hàng Sữa đậu nành Fami                                                                     |
| 2018 | "Người ta có thương mình đâu"  | Đĩa đơn | |
| 2019 | "Lớn rồi còn khóc nhè"         | Đĩa đơn | |
| 2019 | "Sáng mắt chưa"                | Đĩa đơn | |
| 2019 | "Mấy khi mà sướng thế này"     | Đĩa đơn | Nhạc phim Anh trai yêu quái                                                                                  |
| 2019 | "Cảm ơn đã chung đường"        | Đĩa đơn | Nhạc phim Pháp sư mù                                                                                         |
| 2019 | "Thấy Tết lớn, mừng Tết lớn"   | Đĩa đơn | Quảng cáo cho nhãn hàng Samsung                                                                              |
| 2019 | "Aiii chuyện cũ bán hông?"     | Đĩa đơn | Quảng cáo cho nhãn hàng Mirinda                                                                              |
| 2019 | "Có vị nào hơn vị Tết nhà"     | Đĩa đơn | Quảng cáo cho nhãn hàng Knorr Phiên bản mới của "Lớn rồi còn khóc nhè"                                       |
| 2020 | "Nếu một mai tôi bay lên trời" | Đĩa đơn | Nhạc phim ngắn Máy bay giấy                                                                                  |
| 2020 | "Bếp ấm ngày Tết"              | Đĩa đơn | Quảng cáo cho nhãn hàng Knorr Hợp tác với cô Thanh Thủy                                                      |
| 2020 | "Làm gói đỡ thèm"              | Đĩa đơn | Quảng cáo cho nhãn hàng Hảo Hảo                                                                              |
| 2022 | "Có không giữ mất đừng tìm"    | Đĩa đơn | Hợp tác với ca sĩ Miu Lê trong vai trò nữ diễn viên chính của MV                                             |
| 2022 | "Vẽ đường cong"                | Đĩa đơn | Lần hợp tác đầu tiên với hoa hậu Nguyễn Thúc Thùy Tiên                                                       |
| 2022 | "Nhà vệ 'xinh'"                | Đĩa đơn | Quảng cáo cho nhãn hàng Vim                                                                                  |
| 2022 | "Lách tất cả đón tết"          | Đĩa đơn | Lần thứ 3, hợp tác với Mew Amazing                                                                           |
| 2022 | "Why not?"                     | Đĩa đơn | Hợp tác với hoa hậu Nguyễn Thúc Thùy Tiên và cầu thủ Tiến Linh. Quảng cáo cho nhãn hàng Techcombank Inspire. |
| 2022 | "Tết nhớ tới già"              | Đĩa đơn | Hợp tác với rapper HIEUTHUHAI và Bùi Công Nam. Quảng cáo cho nhãn hàng Honda.                                |
| 2024 | "Không ra gì"                  | Đĩa đơn | |
| 2025 | "Made in Vietnam"              | Đĩa đơn | Cùng NSND Thanh Hoa và Phương Mỹ Chi                                                                         |

## Danh sách phim
| Năm  | Tên                   | Vai diễn                                                   | Chú thích      |
| ---- | --------------------- | ---------------------------------------------------------- | -------------- |
| 2017 | Cô gái đến từ hôm qua | "Nội tâm" Thư (hay trong phần credit là "Anh chàng bí ẩn") | Phim chiếu rạp |
| 2020 | Bố già                | Anh bán báo                                                | Web drama      |
| 2021 | Bố già                | Anh lơ xe                                                  | Phim chiếu rạp |

## Đời sống cá nhân
Với các đề tài trong các tác phẩm của mình, Trúc Nhân đã gây nhiều nghi vấn về xu hướng tính dục của anh. Trong một bài phỏng vấn với anh về việc khai thác các vấn đề LGBTQ trong tác phẩm của mình, tờ Billboard phiên bản Việt Nam khẳng định anh là một người đồng tính công khai.